# Weddermarke (molen)
De Weddermarke is een poldermolen bij het recreatiegebied Wedderbergen, vlak bij het dorp Wedde in de provincie Groningen.
De originele molen van het waterschap Weddermarke werd in 1875 gebouwd. Deze molen brandde af in 1898 en werd door de huidige molen vervangen. Al in 1910 werd de functie van de molen vervangen door een pompinstallatie met stoomaandrijvingen en in 1955 door een pompinstallatie met dieselaandrijving. Thans wordt het gebied afgewaterd met behulp van een elektrische installatie, die zo'n anderhalve kilometer van de molen staat. De molen is dus niet meer operationeel als poldermolen. De molen werd in 1987 ingrijpend gerestaureerd, vanaf die tijd kunnen de wieken weer draaien. De molen was vroeger met zelfzwichting uitgerust maar beschikt thans over het oudhollands wieksysteem met zeilen op de roeden, die een vlucht van 20,60 meter hebben. De molen is eigendom van het waterschap Hunze en Aa's. De molen draait, ondanks een sterke windbelemmering van de bomen van het recreactiegebied, geregeld dankzij een vrijwillige molenaars. In 2007 heeft men een wervelbalk geplaatst, zodat de molen ook zonder vijzel kan draaien. Vooral in de richtingen waar veel bomen staan kan de molen nu toch met mondjesmaat draaien.